# Álvaro Santamaría Arández
Álvaro Santamaría Arández (Borriol, Plana Alta, 1917 - Palma, 13 de desembre 2004) fou un mestre i historiador valencià.
Es llicencià en història a la Universitat de València el 1942 i fou destinat a l'Institut Joan Alcover de Palma. El 1948 fou nomenat catedràtic de Geografia i Història també a l'Institut Ramon Llull de Palma. Ha estat acadèmic d'honor de la Reial Acadèmia Mallorquina d'Estudis Genealògics, Heràldics i Històrics, soci d'honor de la Societat Arqueològica Lul·liana i el 1977 primer catedràtic d'Història Medieval de la Universitat de les Illes Balears fins a la seva jubilació el 1985.
Les seves línies principals de recerca se centraren en la conquesta i el repoblament de Mallorca, la Revolta Forana i el desenvolupament de les institucions del Regne de Mallorca. El 1998 va rebre la Medalla d'Or de la Comunitat Autònoma de les Illes Balears.

## Obres
- Sobre el antisemitismo en Mallorca anterior al pogrom de 1391 (1977)
- La Carta de Franquesa de Mallorca, estatuto constituyente del reino (1987)
- Repoblación y sociedad en el Reino de Mallorca (1230-1343) (1988)
- Precisiones sobre la expansión marítima de la Corona de Aragón (1990)
- Ejecutoria del Reino de Mallorca (1990)
- La Reconquista y la Repoblación del Reino de Mallorca (1991)
- Conversaciones de la dinastía de Mallorca (1993)
- La demografía en el contexto de Valencia. Siglo XV (1992) a Medievalia
- Historia de una marginación (2003)